# 浙江雪胆
浙江雪胆（学名：Hemsleya zhejiangensis）为葫芦科雪胆属下的一个种。

## 扩展阅读
- 維基物種上的相關：浙江雪胆